# Edson Puch
Edson Raúl Puch Cortez (Iquique, 9 de abril de 1986) es un futbolista profesional chileno que se desempeña como delantero y milita en el Club de Deportes Iquique de la Primera División de Chile. Además, fue internacional con la selección de Chile desde 2009, con la que se consagró campeón de la Copa América en 2016.
También tiene una carrera musical, utilizando el seudónimo de Edesound.

## Trayectoria

### Huachipato (2005-2007)
Edson Puch fue descubierto en un Campeonato Nacional Amateur sub-15 en Los Ángeles cuando representaba a la selección de Arica por un veedor de Huachipato, quien lo recomendó a los entrenadores de las inferiores del club. Durante los años 2003 y 2004 integró la selección sub-17 del cuadro acerero. Su gran proyección como jugador hizo que fuera ascendido al primer equipo donde estuvo durante las temporadas 2005 y 2006.

### Deportes Iquique (2007-2009)
Llegó a Deportes Iquique el 2007 cuando el equipo estaba en Primera B, recién ascendido de Tercera y logra anotar 10 goles en su primera temporada. Con la ayuda de este, el equipo de los denominados Dragones Celestes sube en el año 2008 a la Primera División del Fútbol de ese país.
En 2009 fue una de las figuras del equipo iquiqueño principalmente junto a Cristián Bogado con quien se compenetraba muy bien y Fernando Martel, anotó 6 goles y fue titular en la gran mayoría de los partidos llegando a los Play Off del Torneo de Apertura 2009 donde junto a su equipo quedaron eliminados ante Everton de Viña del Mar. La mayor cantidad de goles que convirtió con las camiseta de Deportes Iquique en un partido, fueron 3 goles frente a Cobresal en el Estadio El Cobre el 2 de mayo del 2009 donde además fue la gran figura del encuentro.
Sus buenas actuaciones con el equipo, captaron el interés de grandes equipos del país, además del potente San Lorenzo de Almagro de Argentina y equipos del Viejo Continente. También junto a su grupo iquiqueño llamado comando saca dos canciones dedicadas a la ciudad del norte tierra de campeones y tu barra no falla, además de canciones como pasión de multitudes, yo soy de barrio y "Comando y Neo".

### Universidad de Chile (2009-2011)
En julio de 2009 es fichado por Universidad de Chile por 3 años y una cláusula de renovación por un año adicional. El club universitario pagó la suma de 850 000 dólares por el 50% de su pase. El 10 de julio fue presentado oficialmente en el reciente campeón del fútbol chileno, donde declaró frente a los medios periodísticos más importantes del país. "Estoy muy contento. El sueño de cualquier jugador es llegar al equipo campeón, aunque eso también tiene su presión", señaló el mediocampista.
A su llegada a la Universidad de Chile se rumoreó de un posible problema cardíaco presentado en sus primeros exámenes médicos, cosa que fue desmentida por exámenes más especializados, pudiendo debutar el 16 de julio del 2009, en donde Universidad de Chile logró imponerse por 3 a 1 a Universidad de Concepción duelo llevado a cabo en Coquimbo por la clasificación a la Copa Sudamericana 2009. Su primer gol por la Institución, lo marcó el 1 de agosto de 2009 ante Unión Española.
Su primer gol oficial en el 2010 fue frente a Huachipato al minuto 60 tras una jugada llena de talento eludiendo defensas y definiendo de forma magistral por sobre el arquero Cristián Fernando Muñoz. En el mismo año marca su primer gol en el Superclásico (amistoso) frente a Colo-Colo. El 2011 no pudo jugar en amistosos de pretemporada con el equipo por su paso en la selección, pero su inicio oficial fue perfecto, el técnico Jorge Sampaoli lo hace sentir importante y volvió a jugar como en sus inicios en Municipal Iquique, marcándole goles a Deportes La Serena, Ñublense, un doblete a Cobreloa y a Unión Española.

### Al Wasl FC y regreso a Deportes Iquique (2011-2013)
Desde el 30 de junio de 2011 comienza a jugar por el Al Wasl FC de los Emiratos Árabes Unidos, tras ser fichado por cinco millones de dólares.
En enero de 2012 vuelve sorpresivamente al club de sus amores Deportes Iquique, luego que en Al Wasl FC no encontrara oportunidades para jugar y estuviera principalmente en la banca, sumado a sus deseos de volver a Chile. El jugador incluso sonó en la Universidad de Chile y en Deportes Antofagasta. En su vuelta al club de la Primera Región de Chile disputó 33 partidos y convirtió 2 goles, siendo estelar en 8 cotejos correspondientes a la Copa Libertadores 2013. Se mantuvo en el club hasta mayo del mismo año y pasó todo el segundo semestre de 2013 entrenando por su cuenta, tras haber sido desvinculado de Deportes Iquique al término del Torneo de Transición.

### Vuelta a Al Wasl FC y Huracán (2014-2015)
En enero de 2014 el ex volante de la U y de Deportes Iquique, fue presentado oficialmente en Al Wasl FC, club dueño de su pase. El jugador nacional estuvo cerca de fichar en Huachipato, pero finalmente volvió a Medio Oriente donde apenas disputó 11 partidos en los pocos meses que estuvo en el equipo.
En febrero de 2015 fue presentado como flamante refuerzo de Huracán de la Primera División de Argentina con miras a disputar la Copa Libertadores. El 25 de abril convirtió el único gol del partido que le permitió a Huracán derrotar a River Plate para coronarse campeón de la Supercopa Argentina 2014 ganando así su primer título con el club de Parque Patricios. Su salida del club fue bastante enredada, luego de que el jugador no se presentara a entrenar una vez que fue liberado de la nómina de la selección chilena que se preparaba para disputar la Copa América 2015 producto de una lesión. Pasó el resto del año sin jugar y su último partido oficial fue en mayo de 2015. En diciembre logró llegar a un acuerdo con la dirigencia del conjunto argentino para arreglar su salida del club. 

### Liga de Quito y Necaxa (2016-2017)
En enero de 2016 fichó por Liga Deportiva Universitaria de Quito de Ecuador, donde pese a no ser titular la mayoría de los encuentros fue una de las figuras del equipo, lo que le valió la convocatoria a la selección chilena para la Copa América Centenario, despertando el interés de varios equipos. Tras su excelente participación en la Copa Centenario, en la cual se coronó campeón con la selección chilena, el 7 de junio de 2016 se hace oficial su llegada al Club Necaxa de la Primera División de México para afrontar el Apertura 2016.
Se convierte en figura del Necaxa que recién había ascendido a la primera división del fútbol mexicano tras 5 años de ausencia del máximo circuito, logra un total de 9 goles en 17 partidos disputados, colaborando para que el club sorprendentemente llegase hasta las semifinales del torneo Apertura 2016. Posteriormente fue transferido al Club de Futbol Pachuca y después al Querétaro Futbol Club. En estos dos últimos equipos también mexicanos ya no fue el mismo su rendimiento.

### Universidad Católica (2019-2021)
Cedido en calidad de préstamo por el Grupo Pachuca, dueños de su pase, desde Querétaro FC llega a Universidad Católica por 6 meses en un principio para luego lograr renovar por un semestre más. Durante la campaña del año 2019 se transformó en un pilar fundamental en el ataque cruzado, aportando con llegadas incisivas y goles en partidos importantes tanto nacionales como internacionales. Ganó la Supercopa de Chile 2019, y a fines de temporada el título de la Primera División 2019.
El viernes 10 de enero de 2020 se confirma la renovación y compra de su pase por parte del elenco cruzado por dos años más (con posibilidad de un tercer año adicional) con el conjunto de la franja. En febrero de 2021, se celebró su segunda liga con Universidad Católica al ganar la Primera División 2020.  El 21 de marzo de 2021, junto al cuadro cruzado se coronó campeón de la Supercopa 2020, tras ganarle a Colo Colo por 4 a 2. A finales de ese año, el club disputó la final de la Supercopa 2021 frente a Ñublense, donde la UC se coronó en tanda de penales tricampeón de está competencia. también la institución se coronó tetracampeón del torneo nacional, tras ganar las ediciones 2018, 2019, 2020 y 2021, Puch formó parte de los últimos tres torneos y esta nueva estrella se convirtió en su sexto título con la franja.

### Deportes Iquique
Tras finalizar contrato y al no llegar a un acuerdo con Universidad Católica, el 30 de diciembre de 2021 se oficializa su retorno a Deportes Iquique. El 27 de abril de 2022. Edson Puch anuncia su retiro del futbol profesional, tras haber sido víctima de una agresión después de eso en el año 2023 volvería al fútbol con iquique y ascendería ganándole a Santiago Wanderers en los play-offs de ascenso por un 4-2 edson puch ya marcó en 2024 su segundo gol

## Selección nacional
Las primeras convocatorias que recibió por la Selección de Chile fueron durante el proceso de Marcelo Bielsa en 3 oportunidades; la primera para jugar la Copa Kirin en Japón cuando aún jugaba en Deportes Iquique, disputada en mayo de 2009, la cual jugó contra Japón y Bélgica. Debutó en la selección adulta un 27 de mayo de 2009, en un encuentro versus Japón. Ya en la Universidad de Chile, es llamado por segunda vez a la selección chilena, en este caso por un amistoso contra Eslovaquia el día 14 de noviembre de 2009 en reemplazo del lesionado Alexis Sánchez. Y la tercera fue citado para un amistoso frente Panamá disputada el 20 de enero de 2010, donde solo participaron jugadores del medio local, jugó hasta el minuto 80 siendo sustituido por Eduardo Vargas cumpliendo un buen trabajo.
El 2011 fue nominado para un amistoso frente a Estados Unidos, uno de los últimos partidos de la era Marcelo Bielsa. El 2012, luego de tener un notable desempeño en Deportes Iquique, es nominado nuevamente, pero esta vez a la selección Chilena de Borghi, el cual jugó el 21 de marzo el clásico del Pacífico frente a Perú y el 11 de abril.

### Copas América

#### Copa América 2015
En 2015 forma parte de la prenómina de 30 jugadores para disputar la Copa América 2015 realizada en Chile. El 30 de mayo se confirma que fue incluido por Jorge Sampaoli en la lista final de jugadores para disputar el torneo., pero sería descartado a pocos días de iniciarse el torneo por una lesión, siendo reemplazado por Francisco Silva.

#### Copa América Centenario
En mayo de 2016, es confirmado por el director técnico Juan Antonio Pizzi dentro de la nómina de 23 jugadores para disputar la Copa América Centenario en Estados Unidos. Redebutó por la selección chilena, el 27 de mayo de 2016 en un amistoso previo a la Copa América Centenario contra Jamaica en el Sausalito, derrota por 1-2 del combinado nacional, Puch ingreso al 64' por Jean Beausejour volviendo a jugar por Chile después de más de 4 años (su último partido fue el 21 de marzo de 2012 contra Perú en la Copa del Pacífico 2012), jugando un buen partido, teniendo opciones de gol, después jugó contra México otro amistoso el 1 de junio, derrota por 1-0 y Chile llegaba con dudas de cara a las Copa América Centenario, Puch partió de titular y tuvo un tiro que dio en el palo, salió al 55' por Fabián Orellana.
Debutó el 10 de junio, en la segunda fecha del Grupo D ante Bolivia, sufrido triunfo de La Roja por 2-1 y Puch ingreso al 67' por Fabián Orellana. El 18 de junio, tras la suspensión de Mauricio Isla por acumulación de tarjetas, José Pedro Fuenzalida bajo a la zona de lateral derecho para suplir su ausencia y Puch debutó como titular por la banda derecha en los cuartos de final ante México, histórico triunfo por 7-0 y Edson fue una de las figuras ya que anotó un doblete, el 1-0 tras un rebote y cerró el 7-0 final tras pase de Arturo Vidal al minuto 85. El 26 de junio de 2016 se jugó la Final de la Copa Centenario ante Argentina, Puch ingreso al minuto 79 por Chapita Fuenzalida, al igual que la final anterior empataron 0-0 en los 120 y en penales Chile derrotó a la Argentina de Messi por 4-2 y se consagraba Bicampeón de América en Estados Unidos.
Jugó 5 de los 6 partidos, 1 solo de titular (ante México) y los otros 4 ingresando desde la banca, anotando 2 goles, estando 202 minutos en cancha y obtuvo su primer título internacional con la Selección de Chile, además para sorpresa de muchos, fue una de las revelaciones de Chile en la Copa 100.

#### Copa FIFA Confederaciones 2017

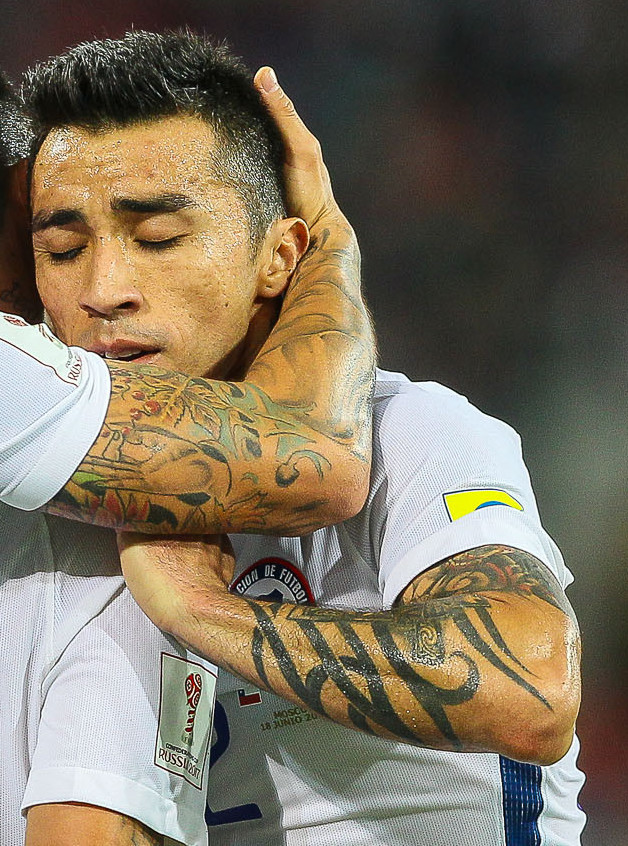
Edson Puch contra Camerún en la Copa FIFA Confederaciones 2017.

En mayo de 2017, Pizzi lo nomina para la Copa FIFA Confederaciones 2017 celebrada en Rusia. Puch debutó en el primer partido, ante Camerún como titular y con la dura tarea de suplir a Alexis Sánchez, algo que no pudo, salió al 57' en bajo partido del iquiqueño por Alexis, finalmente La Roja ganó por 2-0 y empezaba con el pie derecho la Copa Confederaciones 2017
No volvió a jugar hasta el 2 de julio en la final ante Alemania, ingresando al 80' por Eduardo Vargas. En aquel partido, tras recuperar una pelota de las manos del portero alemán Marc-André ter Stegen, Puch le dio un pase a Ángelo Sagal para que este último rematase a portería vacía. Sin embargo, elevó, fallando una opción clarísima de gol. Finalmente Chile caería por 1-0 y terminaría consagrándose subcampeón en continente europeo.
Jugó 2 partidos en la Copa Confederaciones 2017, sumando apenas 67 minutos y teniendo una pobre actuación.

### Clasificatorias

#### Clasificatorias Rusia 2018
Tras sus buenas actuaciones en la Copa América Centenario, Pizzi lo nomina para la doble fecha de las Clasificatorias Rusia 2018 de septiembre de 2016 ante Paraguay y Bolivia, donde Puch debutó en las clasificatorias ante Paraguay en Asunción el 1 de septiembre, donde Chile perdería por 2-1 y Edson ingreso al 55' por un opaco José Pedro Fuenzalida. Puch participaría en una jugada donde hizo una pared con Alexis Sánchez para que este último anotara, pero Puch estaba en posición adelantada, siendo el gol anulado, evitando el empate. 
Luego el 11 de octubre por la Fecha 10, Chile vencía por 2-1 a Perú (en un trabado partido) y seguía con vida rumbo a Rusia 2018, donde ingresó a los 68' por Nicolás Castillo. Puch se fallaría una ocasión clara de gol en el minuto 82, y no le cobrarían un penal polémico en el minuto 78. Volvió a jugar Clasificatorias después de un año, el 10 de octubre de 2017 ante Brasil en la última fecha, ingresando al 62' por Fuenzalida, finalmente La Roja cayó por un contundente 3-0 en Sao Paulo y quedó eliminado de Rusia 2018.
Su último partido por la Selección de Fútbol de Chile se produjo el 11 de octubre de 2017 válido por la última fecha clasificatoria para el Mundial Rusia 2018 cuando perdieron 3-0 con la Selección de Fútbol de Brasil jugado en el Allianz Parque de la Sociedade Esportiva Palmeiras. Jugó solo 3 partidos en las Clasificatorias Rusia 2018, estando apenas 85 minutos en cancha y nunca pudo ganarse la confianza de Juan Antonio Pizzi.

#### Participaciones en Copas FIFA Confederaciones
| Torneo                         | Sede  | Resultado  | Partidos | Goles |
| ------------------------------ | ----- | ---------- | -------- | ----- |
| Copa FIFA Confederaciones 2017 | Rusia | Subcampeón | 2        | 0     |

#### Participaciones en Clasificatorias a Copas del Mundo
| Eliminatorias             | País   | Resultado   | Posición | Partidos | Goles |
| ------------------------- | ------ | ----------- | -------- | -------- | ----- |
| Eliminatorias Brasil 2014 | Brasil | Clasificado | 3°       | 0        | 0     |
| Eliminatorias Rusia 2018  | Rusia  | Eliminado   | 6°       | 3        | 0     |

#### Participaciones en Copa América
| Torneo                  | Sede           | Resultado | Partidos | Goles |
| ----------------------- | -------------- | --------- | -------- | ----- |
| Copa América Centenario | Estados Unidos | Campeón   | 5        | 2     |

### Partidos internacionales
Actualizado hasta el 10 de octubre de 2017.
| Partidos internacionales | Partidos internacionales | Partidos internacionales                                         | Partidos internacionales | Partidos internacionales | Partidos internacionales | Partidos internacionales | Partidos internacionales     |
| N.º                      | Fecha                    | Estadio                                                          | Local                    | Resultado                | Visitante                | Goles                    | Competición                  |
| ------------------------ | ------------------------ | ---------------------------------------------------------------- | ------------------------ | ------------------------ | ------------------------ | ------------------------ | ---------------------------- |
| 1                        | 27 de mayo de 2009       | Estadio Nagai, Osaka, Japón                                      | Japón                    | 4-0                      | Chile                    |                          | Copa Kirin                   |
| 2                        | 29 de mayo de 2009       | Fukuda Denshi Arena, Chiba, Japón                                | Chile                    | 1-1                      | Bélgica                  |                          | Copa Kirin                   |
| 3                        | 17 de noviembre de 2009  | Štadión pod Dubňom, Žilina, Eslovaquia                           | Eslovaquia               | 1-2                      | Chile                    |                          | Amistoso                     |
| 4                        | 20 de enero de 2010      | Estadio Bicentenario Francisco Sánchez Rumoroso, Coquimbo, Chile | Chile                    | 2-1                      | Panamá                   |                          | Amistoso                     |
| 5                        | 22 de enero de 2011      | The Home Depot Center, Carson, Estados Unidos                    | Estados Unidos           | 1-1                      | Chile                    |                          | Amistoso                     |
| 6                        | 21 de marzo de 2012      | Estadio Carlos Dittborn, Arica, Chile                            | Chile                    | 3-1                      | Perú                     |                          | Copa del Pacífico 2012       |
| 7                        | 27 de mayo de 2016       | Estadio Sausalito, Viña del Mar, Chile                           | Chile                    | 1-2                      | Jamaica                  |                          | Amistoso                     |
| 8                        | 1 de junio de 2016       | Estadio Qualcomm, San Diego, Estados Unidos                      | México                   | 1-0                      | Chile                    |                          | Amistoso                     |
| 9                        | 10 de junio de 2016      | Gillette Stadium, Foxborough, Estados Unidos                     | Chile                    | 2-1                      | Bolivia                  |                          | Copa América Centenario      |
| 10                       | 14 de junio de 2016      | Lincoln Financial Field, Filadelfia, Estados Unidos              | Chile                    | 4-2                      | Panamá                   |                          | Copa América Centenario      |
| 11                       | 18 de junio de 2016      | Levi's Stadium, Santa Clara, Estados Unidos                      | México                   | 0-7                      | Chile                    |                          | Copa América Centenario      |
| 12                       | 22 de junio de 2016      | Soldier Field, Chicago, Estados Unidos                           | Colombia                 | 0-2                      | Chile                    |                          | Copa América Centenario      |
| 13                       | 26 de junio de 2016      | MetLife Stadium, East Rutherford, Estados Unidos                 | Argentina                | 0-0 2-4p                 | Chile                    |                          | Copa América Centenario      |
| 14                       | 1 de septiembre de 2016  | Estadio Defensores del Chaco, Asunción, Paraguay                 | Paraguay                 | 2-1                      | Chile                    |                          | Clasificatorias a Rusia 2018 |
| 15                       | 11 de octubre de 2016    | Estadio Nacional Julio Martínez Prádanos, Santiago, Chile        | Chile                    | 2-1                      | Perú                     |                          | Clasificatorias a Rusia 2018 |
| 16                       | 2 de junio de 2017       | Estadio Nacional Julio Martínez Prádanos, Santiago, Chile        | Chile                    | 3-0                      | Burkina Faso             |                          | Amistoso                     |
| 17                       | 13 de junio de 2017      | Cluj Arena, Cluj, Rumanía                                        | Rumania                  | 3-2                      | Chile                    |                          | Amistoso                     |
| 18                       | 18 de junio de 2017      | Otkrytie Arena, Moscú, Rusia                                     | Camerún                  | 0-2                      | Chile                    |                          | Copa Confederaciones 2017    |
| 19                       | 2 de julio de 2017       | Estadio Krestovski, San Petersburgo, Rusia                       | Chile                    | 0-1                      | Alemania                 |                          | Copa Confederaciones 2017    |
| 20                       | 10 de octubre de 2017    | Estadio Allianz Parque, São Paulo, Brasil                        | Brasil                   | 3-0                      | Chile                    |                          | Clasificatorias a Rusia 2018 |
| Total                    | Total                    | Total                                                            | Presencias               | 20                       | Goles                    | 2                        |                              |

## Estadísticas
Datos actualizados al último partido jugado el 15 de agosto de 2025.
| Club                         |               | Temporada     | Liga  | Liga   | Liga  | Copas nacionales | Copas nacionales | Copas nacionales | Torneos internacionales | Torneos internacionales | Torneos internacionales | Total | Total  | Total |
| Club                         | Part.         | Temporada     | Goles | Asist. | Part. | Goles            | Asist.           | Part.            | Goles                   | Asist.                  | Part.                   | Goles | Asist. |       |
| ---------------------------- | ------------- | ------------- | ----- | ------ | ----- | ---------------- | ---------------- | ---------------- | ----------------------- | ----------------------- | ----------------------- | ----- | ------ | ----- |
| Huachipato · Chile           | 1.ª           | 2005          | 8     | 0      | 0     | —                | —                | —                | —                       | —                       | —                       | 8     | 0      | 0     |
| Huachipato · Chile           | 1.ª           | 2006          | 9     | 0      | 0     | —                | —                | —                | —                       | —                       | —                       | 9     | 0      | 0     |
| Huachipato · Chile           | Total club    | Total club    | 17    | 0      | 0     | 0                | 0                | 0                | 0                       | 0                       | 0                       | 17    | 0      | 0     |
| Deportes Iquique · Chile     | 2.ª           | 2007          | 24    | 6      | 2     | —                | —                | —                | —                       | —                       | —                       | 24    | 6      | 2     |
| Deportes Iquique · Chile     | 2.ª           | 2008          | 33    | 9      | 4     | 1                | 0                | 0                | —                       | —                       | —                       | 34    | 9      | 4     |
| Deportes Iquique · Chile     | 1.ª           | 2009          | 17    | 6      | 1     | —                | —                | —                | —                       | —                       | —                       | 17    | 6      | 1     |
| Universidad de Chile · Chile | 1.ª           | 2009          | 11    | 3      | 3     | —                | —                | —                | 5                       | 0                       | 0                       | 16    | 3      | 3     |
| Universidad de Chile · Chile | 1.ª           | 2010          | 32    | 6      | 5     | 2                | 0                | 1                | 12                      | 2                       | 2                       | 46    | 8      | 8     |
| Universidad de Chile · Chile | 1.ª           | 2011          | 22    | 9      | 6     | —                | —                | —                | —                       | —                       | —                       | 22    | 9      | 6     |
| Universidad de Chile · Chile | Total club    | Total club    | 65    | 18     | 14    | 2                | 0                | 1                | 17                      | 2                       | 2                       | 84    | 20     | 17    |
| Al Wasl · EAU                | 1.ª           | 2011          | 6     | 1      | 1     | 5                | 0                | 2                | —                       | —                       | —                       | 11    | 1      | 3     |
| Deportes Iquique · Chile     | 1.ª           | 2012          | 15    | 2      | 4     | —                | —                | —                | —                       | —                       | —                       | 15    | 2      | 4     |
| Deportes Iquique · Chile     | 1.ª           | 2013          | 11    | 0      | 1     | —                | —                | —                | 7                       | 0                       | 2                       | 18    | 0      | 3     |
| Al Wasl · EAU                | 1.ª           | 2014          | 10    | 1      | 1     | 1                | 0                | 0                | —                       | —                       | —                       | 11    | 1      | 1     |
| Al Wasl · EAU                | Total club    | Total club    | 16    | 2      | 2     | 6                | 0                | 2                | 0                       | 0                       | 0                       | 22    | 2      | 4     |
| Huracán Argentina            | 1.ª           | 2015          | 6     | 0      | 1     | 1                | 1                | 0                | 3                       | 0                       | 1                       | 10    | 1      | 2     |
| Huracán Argentina            | Total club    | Total club    | 6     | 0      | 1     | 1                | 1                | 0                | 3                       | 0                       | 1                       | 10    | 1      | 2     |
| LDU de Quito · Ecuador       | 1.ª           | 2016          | 15    | 3      | 0     | —                | —                | —                | 5                       | 1                       | 1                       | 20    | 4      | 1     |
| LDU de Quito · Ecuador       | Total club    | Total club    | 15    | 3      | 0     | 0                | 0                | 0                | 5                       | 1                       | 1                       | 20    | 4      | 1     |
| Necaxa · México              | 1.ª           | 2016-17       | 35    | 15     | 4     | 1                | 1                | 0                | —                       | —                       | —                       | 36    | 16     | 4     |
| Necaxa · México              | Total club    | Total club    | 35    | 15     | 4     | 1                | 1                | 0                | 0                       | 0                       | 0                       | 36    | 16     | 4     |
| Pachuca · México             | 1.ª           | 2017-18       | 9     | 2      | 0     | 3                | 0                | 1                | —                       | —                       | —                       | 12    | 2      | 1     |
| Pachuca · México             | Total club    | Total club    | 9     | 2      | 0     | 3                | 0                | 1                | 0                       | 0                       | 0                       | 12    | 2      | 1     |
| Querétaro · México           | 1.ª           | 2017-18       | 14    | 5      | 0     | 1                | 0                | 1                | —                       | —                       | —                       | 15    | 5      | 1     |
| Querétaro · México           | 1.ª           | 2018-19       | 8     | 1      | 3     | 1                | 0                | 0                | —                       | —                       | —                       | 9     | 1      | 3     |
| Querétaro · México           | Total club    | Total club    | 22    | 6      | 3     | 2                | 0                | 1                | 0                       | 0                       | 0                       | 24    | 6      | 4     |
| Universidad Católica · Chile | 1.ª           | 2019          | 17    | 5      | 2     | 5                | 1                | 0                | 7                       | 2                       | 0                       | 29    | 8      | 2     |
| Universidad Católica · Chile | 1.ª           | 2020          | 24    | 5      | 5     | 1                | 0                | 0                | 12                      | 1                       | 0                       | 37    | 6      | 5     |
| Universidad Católica · Chile | 1.ª           | 2021          | 22    | 1      | 4     | —                | —                | —                | 5                       | 0                       | 0                       | 27    | 1      | 4     |
| Universidad Católica · Chile | Total club    | Total club    | 63    | 11     | 11    | 6                | 1                | 0                | 24                      | 3                       | 0                       | 93    | 15     | 11    |
| Deportes Iquique · Chile     | 2.ª           | 2022          | 9     | 0      | 1     | —                | —                | —                | —                       | —                       | —                       | 9     | 0      | 1     |
| Deportes Iquique · Chile     | 2.ª           | 2023          | 11    | 1      | 0     | —                | —                | —                | —                       | —                       | —                       | 11    | 1      | 0     |
| Deportes Iquique · Chile     | 1.ª           | 2024          | 23    | 8      | 2     | 6                | 1                | 0                | —                       | —                       | —                       | 29    | 9      | 2     |
| Deportes Iquique · Chile     | 1.ª           | 2025          | 14    | 2      | 2     | 3                | 2                | 0                | 8                       | 3                       | 0                       | 25    | 7      | 2     |
| Deportes Iquique · Chile     | Total club    | Total club    | 157   | 34     | 17    | 10               | 3                | 0                | 15                      | 3                       | 2                       | 182   | 40     | 19    |
| Total carrera                | Total carrera | Total carrera | 405   | 91     | 52    | 31               | 6                | 5                | 64                      | 9                       | 6                       | 500   | 106    | 63    |
| 1. 2. 3.                     |               |               |       |        |       |                  |                  |                  |                         |                         |                         |       |        |       |

## Palmarés

### Torneos nacionales oficiales
| Título                    | Club                 | País      | Año    |
| ------------------------- | -------------------- | --------- | ------ |
| Primera División          | Universidad de Chile | Chile     | 2011-A |
| Supercopa Argentina       | Huracán              | Argentina | 2014   |
| Liga de Ascenso de México | Necaxa               | México    | 2016-C |
| Supercopa de Chile        | Universidad Católica | Chile     | 2019   |
| Primera División          | Universidad Católica | Chile     | 2019   |
| Primera División          | Universidad Católica | Chile     | 2020   |
| Supercopa de Chile        | Universidad Católica | Chile     | 2020   |
| Supercopa de Chile        | Universidad Católica | Chile     | 2021   |
| Primera División          | Universidad Católica | Chile     | 2021   |

### Títulos internacionales oficiales
| Título       | Club / Selección   | Sede           | Año  |
| ------------ | ------------------ | -------------- | ---- |
| Copa América | Selección de Chile | Estados Unidos | 2016 |

### Distinciones individuales
| Distinción                                                              | Año  |
| ----------------------------------------------------------------------- | ---- |
| «Ciudadano destacado» de Iquique                                        | 2009 |
| «Hijo Ilustre» de Iquique                                               | 2016 |
| Mejor futbolista del año del fútbol mexicano                            | 2016 |
| Once Ideal de la Liga MX Apertura 2016                                  | 2016 |
| Mejor futbolista del año del fútbol mexicano según Televisa y Univision | 2016 |
| Mejor medio ofensivo de la Liga MX                                      | 2017 |
| Parte del Equipo Ideal de El Gráfico Chile - ANFP                       | 2020 |
| Equipo ideal del año en la Gala Crack Easy                              | 2024 |